# Домашников, Виктор Борисович
Виктор Борисович Домашников (род. 6 марта 1956, Уфа) – член Союза художников СССР (России).

## Биография
В. Б.  Домашников родился 6 марта 1956 года в Уфе. После окончания школы учился в Башкирском Государственном Университете на географическом отделении, которое окончил в 1979 году. После учёбы работал по специальности.
В 1979 году женился. Имеет дочь.  В 1984 году поступил учиться в Уфимское училище искусств на отделение художественного оформления, В 1987 году окончил училище.
В настоящее время работает художником.
С 1983 года участвует в молодёжных, республиканских, всесоюзных, зональных и международных выставках. С 1990 года член Союза художников СССР (России), с 1996 года член Международной Федерации художников ЮНЕСКО. В 2006 году проходил стажировку в Париже.
Домашников Виктор -  сын знаменитого художника Бориса Домашникова.
Его произведения хранятся в Башкирском государственном художественном музее имени М. В. Нестерова, коллекции Союза художников СССР, Амзинском художественном музее, Тобольском художественном музее, галерее традиционного и современного искусства фонда "ВОСТОК" (Уфа), банке "УРАЛСИБ" и "Башкомснаббанке", частных собраниях Франции, Голландии, Вьетнама, США, ОАЭ, Китая

## Основные работы
Первый портрет 2001 г., х/м 82х73, Двадцать первый портрет 2001 г. х/м 65х75, Чудо у источника 1992 г., Серия "Житие Сергия Радонежского", Положение во гроб 1992 г., Художник Николай Захарыч 1991 г., Явление Сергию Радонежскому Богаматери с апостолами Петром и Иоанном,  Сергей Аксаков 1990 г., Скульптор Алексанр Матвеев 1997,  Автопортрет, 1987, Экспрессионист Милан Коньович 1988г.,  Ромашки на фоне дома 1986,2005 гг, Голубые ели на жёлтом фоне 2005 г., «Сирень» 40х52,5 1999г.

## Выставки
- Участие во всех республиканских, молодёжных выставках живопись, графика. Уфа, Ишимбай, Чебоксары, Свердловск, Казань, Челябинск, Оренбург, Москва, Курган, Бирск, Тобольск
- Всесоюзная выставка молодых художников, посвященная 70-летию ВЛКСМ. Москва, 1988
- Международная выставка молодых советских художников. Египет
- Художники автономных республик, областей и национальных округов РСФСР. Казань, 1989
- Зональная выставка "Урал социалистический". Курган, 1991
- Выставка художников Башкирии. Тобольск, 1993
- Выставка международной федерации художников (VA{) ЮНЕСКО Гоголевский бульвар (бывший Союз художников СССР). Москва
- Выставка МФХ при ЮНЕСКО в Госдуме России. Москва
- Зональная выставка художников "Урал VIII". Уфа. 1997
- РКБ им. Куватова (благотворительная). Уфа, 2006
- Музей М. В. Нестерова. Уфа. 2007